# Hipoepa invenustua
Hipoepa invenustua är en fjärilsart som beskrevs av Swinhoe 1890. Hipoepa invenustua ingår i släktet Hipoepa och familjen nattflyn. Inga underarter finns listade i Catalogue of Life.